# Smoljanovci
Smoljanovci su naselje u Republici Hrvatskoj u Požeško-slavonskoj županiji, u sastavu općine Velika.

## Zemljopis
Smoljanovci su smješteni oko 7 km zapadno od Velike,  susjedna naselja su Klisa na zapadu, Ozdakovci na istoku i Lučinci na jugu.

## Stanovništvo
Prema popisu stanovništva iz 2001. godine Smoljanovci su imali 5 stanovnika, dok su prema popisu stanovništva iz 1991. godine imali 26 stanovnika.
| broj stanovnika | 61    | 71    | 60    | 73    | 97    | 101   | 81    | 102   | 82    | 87    | 74    | 53    | 34    | 26    | 5     | 3     | 5     |
|                 | 1857. | 1869. | 1880. | 1890. | 1900. | 1910. | 1921. | 1931. | 1948. | 1953. | 1961. | 1971. | 1981. | 1991. | 2001. | 2011. | 2021. |